# Örökzöld növény

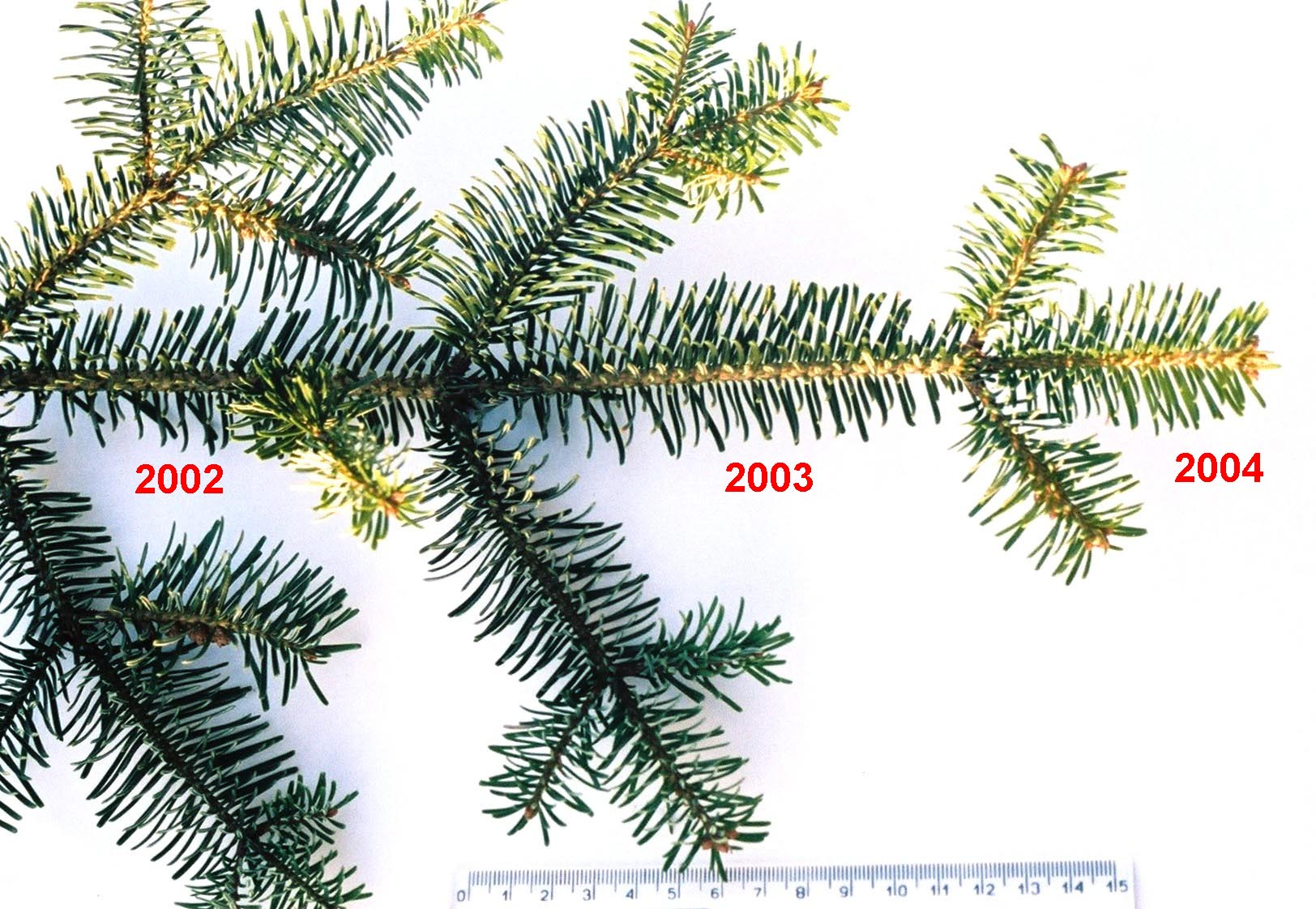
Közönséges jegenyefenyő hajtása, három egymást követő évben nőtt levelekkel

A botanikában örökzöld (ismert még mint: télizöld, tudományos nevén sempervirens) növényeknek azokat a fákat, cserjéket vagy évelő lágy szárú növényeket nevezzük, melyek nem hullajtják el leveleiket az év valamely részében, hanem azok egész évben rajtuk maradnak.
Az egyes levelek élettartama az örökzöldekben néhány hónaptól (a levélváltás folyamatos, a növény állandóan új leveleket növeszt és lehullajtja a régieket) több évtizedig (30 évnél is több a simatűjű szálkásfenyő (Pinus longaeva) esetében) terjedhet.
Különleges esetnek tekinthető a leplesmagvúak közé tartozó, Namíbia címerét is díszítő Welwitschia mirabilis, egy sivatagi növény, amely mindössze két levelet növeszt, ami a növény élete során folyamatosan nő és széttagozódik; a levél csúcsi része fokozatosan elhasználódik, így a levél szövetének élettartama kb. 20-40 évre tehető.
Igen sokféle örökzöld növényt ismerünk, közéjük tartozik a tűlevelűek nagy része, a cikászok, az esőerdőkben élő növények és az eukaliptuszok is.

## Az örökzöld és a lombhullató életforma előnyei

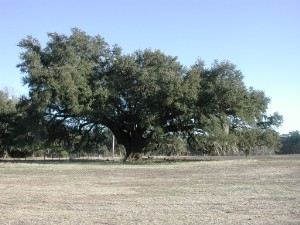
Virginiai tölgy (Quercus virginiana) télen

A lombhullató növények általában egy hideg vagy száraz évszakhoz alkalmazkodva hullajtják le az összes levelüket. Így a trópusi esőerdők növényzete nagyrészt örökzöld, leveleiket folyamatosan váltják az év folyamán ahogy azok elöregednek. Az időszakonként száraz éghajlatok növényei örökzöldek vagy lombhullatók is lehetnek. A meleg mérsékelt öv alatt is a legtöbb növény örökzöld. A hideg mérsékelt övben kevesebb növény örökzöld, az örökzöldek pedig elsősorban a fenyőalakúak közé tartoznak – a széles levelű növények közül kevés örökzöld tudja elviselni a dermesztő, −30 °C alatti hidegeket.
Olyan területeken, ahol a lombhullató életforma indokolt (például van hideg vagy száraz évszak), az örökzöld növények legtöbbször a tápanyagokban szegény talajhoz alkalmazkodnak. A lombhullató növények teljes lombváltásukkor sok tápanyagot vesztenek, amit a talajból kell pótolniuk. Ha a talajban kevés a tápanyag, az örökzöld életforma előnyösebb. Melegebb éghajlatokon egyes fenyő- és ciprusfélék rossz minőségű vagy bolygatott földeken nőnek.
A nem tűlevelű örökzöld fajokat is tartalmazó rododendron nemzetség számos örökzöld faja él erdőkben, de általában az erősen savanyú talajokat preferálja, ahol a tápanyagokat nehezebben felszívhatóak. A tajgákon túl hideg van ahhoz, hogy a szerves anyagok gyorsan lebomoljanak, így a talaj tápanyagai szintén nehezebben értékesíthetők a növények számára, megint csak az örökzöldeket helyezve előtérbe.
Mérsékelt éghajlaton az örökzöldek különböző módszereket fejlesztettek ki a túlélés érdekében; az örökzöld levelek és tűlevelek szén-nitrogén aránya nagyobb a lombhullatók leveleinél, így a talaj savasodását és alacsonyabb nitrogéntartalmát segítik elő. Ezek a körülmények kedvezőek az örökzöld növények számára, így még több örökzöld nő, még nehezebbé téve a nyárizöld növények számára a létet.

## Idiomatikus használata
Az „örökzöld” kifejezést a botanikai jelentésből kölcsönözve állandóan megújuló dolgok jellemzésére is használhatjuk. Például lehet örökzöld egy sláger vagy egy téma.

## Fordítás
- Ez a szócikk részben vagy egészben  az   Evergreen című angol Wikipédia-szócikk ezen változatának fordításán alapul.  Az eredeti cikk szerkesztőit annak laptörténete sorolja fel. Ez a jelzés csupán a megfogalmazás eredetét és a szerzői jogokat jelzi, nem szolgál a cikkben szereplő információk forrásmegjelöléseként.